# Pectiniunguis nesiotes
Pectiniunguis nesiotes är en mångfotingart som beskrevs av Chamberlin 1923. Pectiniunguis nesiotes ingår i släktet Pectiniunguis och familjen småjordkrypare. Inga underarter finns listade i Catalogue of Life.